# Гръбначномозъчен канал
Гръбначномозъчен канал се нарича каналът, образуван от кухините на прешлените на гръбначния стълб, в който се намира гръбначният мозък.